# Вашингтон Фридом
«Вашингтон Фридом» (англ. Washington Freedom) — профессиональный женский футбольный клуб, проводивший домашние матчи в городе Вашингтон (США). Основан в 2001 году как один из клубов Женской объединённой футбольной ассоциации (WUSA), после её распада выступал в полупрофессиональной W-League, а затем вошёл в число первых клубов лиги Women’s Professional Soccer. Команда завоёвывала чемпионское звание в WUSA (2003) и W-League (2007). В 2011 году франшиза перепродана в Бока-Ратон (Флорида), где сменила название на «magicJack» и была расформирована в конце сезона.

## История
Клуб «Вашингтон Фридом» был создан как один из восьми клубов первой профессиональной женской футбольной лиги США — Женской объединённой футбольной ассоциации (WUSA) — и участвовал в её чемпионатах с первого сезона, в 2001 году. Команда, за которую играла ведущая футболистка сборной США Мия Хэмм, была участницей первого в истории лиги матча, который проходил на стадионе памяти Роберта Ф. Кеннеди. После победы в этой дебютной игре «Фридом» провели ещё несколько удачных встреч, но остаток сезона 2001 года отыграли неудачно, поделив по его итогам последнее место.
Получив благодаря низкому месту в чемпионате 2001 года ранний пик в драфте, «Вашингтон» выбрал в нём молодую нападающую Эбби Уомбак. Уомбак и Хэмм хорошо сработались в команде, и первая при помощи второй выросла в звезду международного масштаба, став первым игроком WUSA, за один сезон принесшим своему клубу двузначные количества голов и результативных передач. По сравнению с первым сезоном значительные улучшения претерпела и защита команды, и она выиграла последние пять матчей в сезоне 2002 года (не проиграв ни в одном из десяти последних). В финале плей-офф «Вашингтон» встретился с клубом «Каролайна Кураж», за год до этого делившим с ним последнее место в лиге, и уступил со счётом 3:2.
Сезон 2003 года «Фридом» провели не столь внушительно, как предыдущий, но пробились в плей-офф с четвёртого места. В полуфинале вашингтонский клуб обыграл соперниц из «Бостон Брейкерс» в серии пенальти, в которой вратарь Сири Маллиникс отразила два 11-метровых удара. В финальной игре против «Атланта Бит» Уомбак забила оба гола «Вашингтона», победившего со счётом 2:1 и завоевавшего Кубок основательниц — главный трофей чемпионата.
Сезон 2003 года стал последним в истории WUSA, и через несколько недель после его завершения лига объявила, что следующий сезон не состоится. В 2004 году «Вашингтон» участвовал в серии выставочных матчей, где в его составе в качестве приглашённых звёзд играли Джули Фауди и Анджела Хаклс. В 2005 году команду укрепили ещё несколькими сильными игроками, включая представительниц сборной США Тиффани Робертс и Кайли Бивенс. 9 июля 2005 года «Фридом» встретились в товарищеском матче с ведущим клубом любительской W-League, «Нью-Джерси Уайлдкэтс», осенью ставшим чемпионом этой лиги. Матч окончился вничью — 1:1.
На следующий год «Фридом» уже и сами присоединились к W-League, но только в качестве ассоциированного члена: результаты их матчей с другими командами не учитывались в турнирной таблице. В 2007 году «Вашингтону» была предоставлена полноценная франшиза. Клуб выиграл 12 матчей регулярного сезона при одном поражении и одной ничьей, победив в своём дивизионе, а в плей-офф переиграл сначала чемпионов регулярного сезона «Оттава Фьюри», а затем, в финале, — «Атланта Силвербэкс» со счётом 3:1.
В сезоне 2008 года «Вашингтон» снова стал победителем дивизиона (11 побед, 2 поражения, 1 ничья), но в финале четырёх уступил со счётом 2:0 будущим чемпионам «Пали Блюз». После этого команда присоединилась к только что образованной лиге Women’s Professional Soccer (WPS). На драфте национальной сборной во «Фридом» вернулась Эбби Уомбак, вместе с которой были выбраны её товарищи по команде Али Кригер и Кэт Уайтхилл. В WPS, как и в WUSA, вашингтонская команда участвовала в первой игре первого сезона новой лиги — на этот раз на выезде, в Карсоне (Калифорния), против «Лос-Анджелес Сол». Ближе к концу сезона «Фридом» показывали свою лучшую игру, закончив его с 8 победам при 7 поражениях и 5 ничьих и получив в первом раунде плей-офф преимущество домашней площадки, но, несмотря на это, уступили на стадионе «Мэриленд Соккерплекс» соперницам из «Скай Блю» со счётом 1:2. В 2010 году команда снова пробилась в плей-офф, но снова уступила в первом круге плей-офф, на сей раз «Филадельфия Индепенденс» на заключительной минуте овертайма со счётом 1:0.
В 2011 году Джон Хендрикс, основатель WUSA и владелец «Вашингтон Фридом», решил, что более не заинтересован содержать женскую футбольную команду. Лига утвердила покупку «Фридом» бизнесменом Дэниелом Борислоу, который затем практически без консультаций с руководством WPS перевёл франшизу во Флориду и переименовал её в «magicJack». Лига в ответ заморозила очки клуба в таблице и в конце сезона лишила Борислоу прав на франшизу, прекратившую своё существование. Последовавший судебный процесс привёл к закрытию и самой WPS.